# Mistrzostwa Świata w Hokeju na Lodzie 1976
Mistrzostwa Świata w Hokeju na Lodzie 1976 – 43. edycja mistrzostw świata organizowana przez IIHF, która odbyła się po raz drugi w Polsce. Turniej odbył się w dniach 8-25 kwietnia, a miastem goszczącym najlepsze drużyny świata było Katowice. Był to pierwszy turniej mistrzostw świata z udziałem zawodników klubów profesjonalnych lig NHL i WHA (reprezentacja Stanów Zjednoczonych – ośmiu zawodników Minnesota North Stars (NHL) i Minnesota Fighting Saints (WHA).

## Organizacja
Decyzja o przyznaniu Polsce prawa organizacji turnieju w Katowicach zapadła 9 kwietnia 1973 podczas Kongresu LIHG (Ligue Internationale de Hockey sur Glace) w trakcie MŚ 1973 (w tajnym głosowaniu kandydatura Polski zyskała 41 z 58 głosów).
Do obsługi turnieju MŚ 1976 zostały włączone nowo zaprojektowane modele autobusów Autosan H9-15 typu turystycznego z luksusowym wyposażeniem.
Mecze były transmitowane na antenach TVP1 i TVP2. Do Katowic przybyło ok. 400 dziennikarzy, który w dniu przerwy wybrali się np. do byłego niemieckiego obozu zagłady Auschwitz-Birkenau (podobnie uczyniła reprezentacja Finlandii).

## Formuła
Pierwsza runda turnieju została rozegrana systemem kołowym, w których wszystkie osiem reprezentacje rozegrały mecz z każdym przeciwnikiem. Cztery najlepsze zespoły awansowały do rundy finałowej, natomiast cztery najsłabsze zagrały w rundzie o utrzymanie, w której dwa najsłabsze spadły do Grupy B.
Turniej wygrała reprezentacja Czechosłowacji, która jako jedyna była niepokonana na tym turnieju i dla której to był czwarty tytuł w historii. Srebrny medal wywalczyła reprezentacja ZSRR, a brązowy medal reprezentacja Szwecji. W klasyfikacji mistrzostw Europy reprezentacja Szwecji została przesunięta o jedną pozycję i zdobyła srebrny medal w tej randze, a reprezentacja ZSRR w tej randze zdobyła brązowy medal.
Reprezentacja Polski, która dnia 8 kwietnia 1976 roku sensacyjnie pokonała 6:4 reprezentację ZSRR, zajęła 7. miejsce w klasyfikacji końcowej turnieju i spadła do Grupy B, gdyż musiała zostawić miejsce w Grupie A dla wracającej po ośmiu latach nieobecności reprezentacji Kanady, która bojkotowała turniej z powodu odmowy ze strony władz IIHF skorzystania z pół-profesjonalnych zawodników, jednak po serii negocjacji z prezydentem IIHF – Güntherem Sabetzkim oraz z najwyższymi władzami hokeja na lodzie Stanów Zjednoczonych i Kanady wróciła do rywalizacji w turnieju.

## Grupa A

### Pierwsza runda
| Lp. | Drużyna           | M | Mecze | Mecze | Mecze | Bramki | Bramki | Bramki | Pkt |
| Lp. | Drużyna           | M | W     | R     | P     | +      | -      | +/-    | Pkt |
| --- | ----------------- | - | ----- | ----- | ----- | ------ | ------ | ------ | --- |
| 1.  | Czechosłowacja    | 7 | 7     | 0     | 0     | 54     | 7      | +47    | 14  |
| 2.  | ZSRR              | 7 | 5     | 0     | 2     | 37     | 15     | +22    | 10  |
| 3.  | Szwecja           | 7 | 4     | 0     | 3     | 22     | 18     | +4     | 8   |
| 4.  | Stany Zjednoczone | 7 | 3     | 1     | 3     | 19     | 23     | −4     | 7   |
| 5.  | Polska            | 7 | 2     | 1     | 4     | 21     | 36     | −15    | 5   |
| 6.  | RFN               | 7 | 2     | 0     | 5     | 19     | 35     | −16    | 4   |
| 7.  | Finlandia         | 7 | 1     | 2     | 4     | 17     | 29     | −12    | 4   |
| 8.  | NRD               | 7 | 2     | 0     | 5     | 11     | 37     | −26    | 4   |

      = Awans do rundy finałowej
      = Awans do rundy o utrzymanie
Wyniki:
| 8 kwietnia 1976 | RFN | 1:4 | Szwecja | Mały Spodek, Katowice |

| Godzina: 14:00 | Erich Kühnhackl 40:39 | (0:1, 0:1, 1:2) | 15:15 Lundberg 24:49 Labraaten 54:37 R. Eriksson 56:44 Jax | Widzów: 3 tys. Sędzia główny: Werner Weidmann Sędziowie liniowi: Wojciech Szczepek |
| Godzina: 14:00 | 3 min                 |                 | 3 min                                                      | Widzów: 3 tys. Sędzia główny: Werner Weidmann Sędziowie liniowi: Wojciech Szczepek |

| 8 kwietnia 1976 | Czechosłowacja | 10:0 | NRD | Spodek, Katowice |

| Godzina: 16:00 | M. Šťastný (Hlinka, Holík) 2:50 Nový (Pospíšil) 7:37 Martinec (J. Novák) 24:25 J. Novák (Martinec) 24:41 Holík (Hlinka) 41:35 Nový (P. Šťastný) 45:49 Nový (P. Šťastný) 52:44 P. Šťastný (Nový, Machač) 53:48 Holík (M. Šťastný) 55:04 Nový (P. Šťastný) 59:13 | (2:0, 2:0, 6:0) |  | Widzów: 4 tys. Sędzia główny: Harri Järvi Sędziowie liniowi: Aleksander Zagórski |
| Godzina: 16:00 | 2 min |                 |  | Widzów: 4 tys. Sędzia główny: Harri Järvi Sędziowie liniowi: Aleksander Zagórski |

| 8 kwietnia 1976 | Stany Zjednoczone | 3:3 | Finlandia | Mały Spodek, Katowice |

| Godzina: 17:00 | Morrow 27:56 Schneider 35:39 Klatt 45:07 | (2:0, 0:2, 1:1) | 00:17 Kapanen 14:13 Nummelin 49:04 Koskinen | Widzów: 2 tys. Sędzia główny: Wiktor Dombrowskij Sędziowie liniowi: Ivo Filip |
| Godzina: 17:00 | 7 min                                    |                 | 5 min                                       | Widzów: 2 tys. Sędzia główny: Wiktor Dombrowskij Sędziowie liniowi: Ivo Filip |

| 8 kwietnia 1976 | Polska | 6:4 | ZSRR | Spodek, Katowice |

| Godzina: 20:30 | Jaskierski 10:27 Nowiński 14:33 Jobczyk 22:45 Jaskierski 23:06 Jobczyk 26:48 Jobczyk 58:57 | (2:0, 3:2, 1:2) | 20:39 Michajłow 25:16 Jakuszew 53:50 Charłamow 59:09 Michajłow | Widzów: 10 tys. Sędzia główny: Dan Guynn Sędziowie liniowi: Andre Lagasse |
| Godzina: 20:30 | 3 min                                                                                      |                 | 6 min                                                          | Widzów: 10 tys. Sędzia główny: Dan Guynn Sędziowie liniowi: Andre Lagasse |

| 9 kwietnia 1976 | Polska | 0:12 | Czechosłowacja | Spodek, Katowice |

| Godzina: 17:00 |       | (0:2, 0:2, 0:8) | 17:53 Holík 19:43 P. Šťastný 24:19 J. Novák 25:44 Holík 40:56 P. Šťastný 42:00 Martinec 45:36 J. Novák 47:46 Bulba 50:52 B. Šťastný 53:55 – J. Novák 54:32 Černík 59:47 Hlinka | Sędzia główny: Berthold Schweiger Sędziowie liniowi: Dan Guynn |
| Godzina: 17:00 | 4 min |                 | 5 min | Sędzia główny: Berthold Schweiger Sędziowie liniowi: Dan Guynn |

| 9 kwietnia 1976 | ZSRR | 4:0 | NRD | Spodek, Katowice |

| Godzina: 20:30 | Żłutkow 13:00 Charłamow 25:50 Michajłow 52:50 Kapustin 57:29 | (1:0, 1:0, 2:0) |       | Sędzia główny: Martin Erhard Sędziowie liniowi: Harri Järvi |
| Godzina: 20:30 | 3 min                                                        |                 | 2 min | Sędzia główny: Martin Erhard Sędziowie liniowi: Harri Järvi |

| 10 kwietnia 1976 | RFN | 2:5 | Finlandia | Spodek, Katowice |

| Godzina: 17:00 | Kühnhackl 11:26 Kühnhackl 25:44 | (1:0, 1:3, 0:2) | Nummelin 38:06 Peltonen 39:40 Murto 40:11 Murto 43:50 Rinne | Sędzia główny: Werner Weidmann Sędziowie liniowi: Wojciech Szczepek |
| Godzina: 17:00 | 6 min                           |                 | 4 min                                                       | Sędzia główny: Werner Weidmann Sędziowie liniowi: Wojciech Szczepek |

| 10 kwietnia 1976 | Szwecja | 0:2 | Stany Zjednoczone | Spodek, Katowice |

| Godzina: 20:30 |       | (0:1, 0:0, 0:1) | 18:24 Sarner 47:57 Klatt | Sędzia główny: Harri Järvi Sędziowie liniowi: Wiktor Dombrowskij |
| Godzina: 20:30 | 2 min |                 | 11 min                   | Sędzia główny: Harri Järvi Sędziowie liniowi: Wiktor Dombrowskij |

| 11 kwietnia 1976 | Polska | 6:4 | NRD | Spodek, Katowice |

| Godzina: 13:30 | Potz 01:18 Jobczyk 04:14 Kokoszka 18:25 Marcińczak 21:25 Ziętara 38:00 Jobczyk 56:54 | (3:0, 2:2, 1:2) | 24:24 Stasche 38:25 Stasche 47:20 Patschinski 55:40 Slapke | Sędzia główny: Ivo Filip Sędziowie liniowi: Werner Weidmann |
| Godzina: 13:30 | 25 min                                                                               |                 | 35 min                                                     | Sędzia główny: Ivo Filip Sędziowie liniowi: Werner Weidmann |

| 11 kwietnia 1976 | Finlandia | 1:8 | ZSRR | Spodek, Katowice |

| Godzina: 17:00 | Leppä 33:59 | (0:1, 1:3, 0:4) | 13:25 Żłuktow 22:02 Korotkow 34:24 Malcew 37:47 Szalimow 54:14 Łuczenko 56:01 Lapkin 56:53 Żłuktow 59:19 Balderis | Sędzia główny: Alexander Zagórski Sędziowie liniowi: Stig Karlsson |
| Godzina: 17:00 |             | 3 min           | | Sędzia główny: Alexander Zagórski Sędziowie liniowi: Stig Karlsson |

| 11 kwietnia 1976 | Czechosłowacja | 3:1 | Szwecja | Spodek, Katowice |

| Godzina: 20:30 | Chalupa – 25:40 Nový 34:42 Martinec 50:07 | (0:0, 2:0, 1:1) | 54:31 Jax | Sędzia główny: Andre Lagasse Sędziowie liniowi: Dan Gyunn |
| Godzina: 20:30 | 1 min                                     |                 | 5 min     | Sędzia główny: Andre Lagasse Sędziowie liniowi: Dan Gyunn |

| 12 kwietnia 1976 | Polska | 3:5 | RFN | Spodek, Katowice |

| Godzina: 17:00 | Kokoszka 03:45 Góralczyk 31:59 Góralczyk 55:24 | (1:2, 1:1, 1:2) | 08:51 Köberle 14:24 Kühnhackl 35:56 Philipp 42:50 Kretschmer 53:30 Köberle | Sędzia główny: Wiktor Dombrowskij Sędziowie liniowi: Harri Järvi |
| Godzina: 17:00 | 2 min                                          |                 | 3 min                                                                      | Sędzia główny: Wiktor Dombrowskij Sędziowie liniowi: Harri Järvi |

| 13 kwietnia 1976 | NRD | 2:1 | Stany Zjednoczone | Spodek, Katowice |

| Godzina: 20:30 | Patschinski 40:53 Müller 45:35 | (0:0, 0:0, 2:1) | 57:56 Klatt | Sędzia główny: Ivo Filip Sędziowie liniowi: Aleksander Zagórski |
| Godzina: 20:30 | 3 min                          |                 | 5 min       | Sędzia główny: Ivo Filip Sędziowie liniowi: Aleksander Zagórski |

| 13 kwietnia 1976 | Czechosłowacja | 7:1 | Finlandia | Spodek, Katowice |

| Godzina: 17:00 | Martinec 19:53 Holík 21:44 Nový 28:12 Nový 31:03 B. Šťastný 35:20 Bubla 43:37 P. Šťastný 59:25 | (1:1, 4:0, 2:0) | 01:20 Koskinen | Sędzia główny: Dan Guynn Sędziowie liniowi: Martin Erhard |
| Godzina: 17:00 | 3 min                                                                                          |                 | 4 min          | Sędzia główny: Dan Guynn Sędziowie liniowi: Martin Erhard |

| 13 kwietnia 1976 | ZSRR | 6:1 | Szwecja | Spodek, Katowice |

| Godzina: 20:30 | Malcew 03:49 Michajłow 07:25 Malcew 24:10 Jakuszew 24:32 Michajłow 44:01 Szalimow 49:36 | (2:0, 2:0, 2:1) | 50:59 Lundberg | Sędzia główny: Andre Lagasse Sędziowie liniowi: Wojciech Szczepek |
| Godzina: 20:30 | 5 min                                                                                   |                 | 1 min          | Sędzia główny: Andre Lagasse Sędziowie liniowi: Wojciech Szczepek |

| 14 kwietnia 1976 | Polska | 2:4 | Stany Zjednoczone | Spodek, Katowice |

| Godzina: 17:00 | Jobczyk 26:39 Góralczyk 51:45 | (0:2, 1:1, 1:1) | 02:38 Younghans 04:56 Jensen 27:17 Schneider 49:06 Ross | Widzów: ok. 10 000 Sędzia główny: Andre Lagasse Sędziowie liniowi: Stig Karlsson |
| Godzina: 17:00 | 7 min                         |                 | 12 min                                                  | Widzów: ok. 10 000 Sędzia główny: Andre Lagasse Sędziowie liniowi: Stig Karlsson |

| 14 kwietnia 1976 | NRD | 1:7 | RFN | Spodek, Katowice |

| Godzina: 20:30 | Fengler 47:01 | (0:3, 0:4, 1:0) | 13:26 Schloder 16:17 Kühnhackl 19:40 Kühnhackl 33:20 Kühnhackl 34:01 Köberle 34:33 Philipp 35:42 Bernander | Sędzia główny: Wiktor Dombrowskij Sędziowie liniowi: Harri Järvi |
| Godzina: 20:30 | 3 min         |                 | 4 min | Sędzia główny: Wiktor Dombrowskij Sędziowie liniowi: Harri Järvi |

| 15 kwietnia 1976 | Finlandia | 3:4 | Szwecja | Spodek, Katowice |

| Godzina: 13:30 | Leppä 28:40 Hagman 34:01 Peltonen 41:52 | (0:1, 2:1, 1:2) | 5:50 Jax 33:28 Labraaten 43:19 L.-E. Ericsson 48:45 Esbjörs | Sędzia główny: Dan Guynn Sędziowie liniowi: Wojciech Szczepek |
| Godzina: 13:30 | 4 min                                   |                 | 3 min                                                       | Sędzia główny: Dan Guynn Sędziowie liniowi: Wojciech Szczepek |

| 15 kwietnia 1976 | Stany Zjednoczone | 2:10 | Czechosłowacja | Spodek, Katowice |

| Godzina: 17:00 | Sarner 28:12 Gambucci 59:59 | (0:4, 1:4, 1:2) | 3:15 P. Šťastný 5:30 Martinec 10:33 Martinec 16:48 J. Novák 21:06 Černík 26:00 J. Novák 30:07 Hlinka 32:47 Nový 41:22 M. Šťastný 49:06 J. Novák | Sędzia główny: Andre Lagasse Sędziowie liniowi: Werner Weidmann |
| Godzina: 17:00 | 7 min                       |                 | 5 min | Sędzia główny: Andre Lagasse Sędziowie liniowi: Werner Weidmann |

| 15 kwietnia 1976 | RFN | 2:8 | ZSRR | Spodek, Katowice |

| Godzina: 20:30 | Philipp 15:29 Hinterstocker 28:36 | (0:2, 1:2, 1:4) | 11:02 Kapustin 13:41 Kapustin 16:27 Jakuszew 28:02 Jakuszew 30:49 Charłamow 38:57 Wasiljew 49:52 Lapkin 53:38 Wasiljew | Sędzia główny: Aleksander Zagórski Sędziowie liniowi: Stig Karlsson |
| Godzina: 20:30 | 3 min                             |                 | | Sędzia główny: Aleksander Zagórski Sędziowie liniowi: Stig Karlsson |

| 17 kwietnia 1976 | Szwecja | 8:2 | NRD | Spodek, Katowice |

| Godzina: 13:30 | R. Eriksson 2:48 Johansson 15:38 Labraaten 18:06 R. Eriksson 19:23 Lundberg 22:07 Salming 23:15 R. Eriksson 46:20 Öberg 54:38 | (4:1, 2:1, 2:0) | 18:47 R. Peters 35:30 Breitschuh | Sędzia główny: Aleksander Zagórski Sędziowie liniowi: Ivo Filip |
| Godzina: 13:30 | 5 min |                 | 1 min                            | Sędzia główny: Aleksander Zagórski Sędziowie liniowi: Ivo Filip |

| 17 kwietnia 1976 | Polska | 3:3 | Finlandia | Spodek, Katowice |

| Godzina: 17:00 | Jaskierski 14:11 Gruth 18:12 Żurek 30:14 | (2:1, 1:2, 0:0) | 7:27 E. Peltonen 31:50 Rinne 31:50 Vehmanen | Sędzia główny: Wiktor Dombrowski Sędziowie liniowi: Martin Erhard |
| Godzina: 17:00 | 3 min                                    |                 | 4 min                                       | Sędzia główny: Wiktor Dombrowski Sędziowie liniowi: Martin Erhard |

| 17 kwietnia 1976 | ZSRR | 2:3 | Czechosłowacja | Spodek, Katowice |

| Godzina: 20:30 | Wasiljew 34:47 Balderis 55:04 | (0:1, 1:0, 1:2) | 18:56 P. Šťastný 47:46 B. Šťastný 53:59 Hlinka | Sędzia główny: Andre Lagasse Sędziowie liniowi: Stig Karlsson |
| Godzina: 20:30 | 3 min                         |                 | 3 min                                          | Sędzia główny: Andre Lagasse Sędziowie liniowi: Stig Karlsson |

| 18 kwietnia 1976 | Stany Zjednoczone | 5:1 | RFN | Spodek, Katowice |

| Godzina: 17:00 | Hymanson 10:57 Eaves 30:08 Jensen 31:51 Langevin 43:33 Warner 49:50 | (1:0, 2:0, 2:1) | 42:11 Funk | Sędzia główny: Wiktor Dombrowskij Sędziowie liniowi: Ivo Filip |
| Godzina: 17:00 | 12 min                                                              |                 | 6 min      | Sędzia główny: Wiktor Dombrowskij Sędziowie liniowi: Ivo Filip |

| 18 kwietnia 1976 | Finlandia | 1:2 | NRD | Spodek, Katowice |

| Godzina: 20:30 | Hagman 18:54 | (1:1, 0:1, 0:0) | 15:50 Bielas 25:01 Franke | Sędzia główny: Andre Lagasse Sędziowie liniowi: Stig Karlsson |
| Godzina: 20:30 | 4 min        |                 | 4 min                     | Sędzia główny: Andre Lagasse Sędziowie liniowi: Stig Karlsson |

| 19 kwietnia 1976 | Czechosłowacja | 9:1 | RFN | Mały Spodek, Katowice |

| Godzina: 16:00 | Hlinka 1:48 E. Novák 6:59 B. Šťastný 10:17 Martinec 16:57 Hlinka 18:48 Bubla 29:52 Holík 36:46 Holík 39:47 Černík 59:48 | (5:0, 3:0, 1:1) | 45:30 Zach | Sędzia główny: Berthold Schweiger Sędziowie liniowi: Dan Guynn |
| Godzina: 16:00 | | 2 min           |            | Sędzia główny: Berthold Schweiger Sędziowie liniowi: Dan Guynn |

| 19 kwietnia 1976 | Szwecja | 4:1 | Polska | Spodek, Katowice |

| Godzina: 17:00 | Labraaten 12:51 Åhlberg 17:28 Åhlberg 45:10 R. Eriksson 45:21 | (2:0, 0:0, 2:1) | 46:32 Gruth | Sędzia główny: Andre Lagasse Sędziowie liniowi: Werner Weidmann |
| Godzina: 17:00 | 6 min                                                         |                 | 6 min       | Sędzia główny: Andre Lagasse Sędziowie liniowi: Werner Weidmann |

| 19 kwietnia 1976 | ZSRR | 5:2 | Stany Zjednoczone | Spodek, Katowice |

| Godzina: 20:30 | Żłuktow 9:11 Balderis 17:56 Michajłow 20:49 Lapkin 37:58 Szalimow 45:57 | (2:0, 2:1, 1:1) | 30:10 Jensen 52:31 Eaves | Sędzia główny: Martin Erhard Sędziowie liniowi: Wojciech Szczepek |
| Godzina: 20:30 | 1 min                                                                   |                 | 2 min                    | Sędzia główny: Martin Erhard Sędziowie liniowi: Wojciech Szczepek |

### Runda finałowa
| Lp. | Drużyna           | M  | Mecze | Mecze | Mecze | Bramki | Bramki | Bramki | Pkt |
| Lp. | Drużyna           | M  | W     | R     | P     | +      | -      | +/-    | Pkt |
| --- | ----------------- | -- | ----- | ----- | ----- | ------ | ------ | ------ | --- |
| 1.  | Czechosłowacja    | 10 | 9     | 1     | 0     | 67     | 14     | +53    | 19  |
| 2.  | ZSRR              | 10 | 6     | 1     | 3     | 50     | 23     | +27    | 13  |
| 3.  | Szwecja           | 10 | 6     | 0     | 4     | 36     | 29     | +7     | 12  |
| 4.  | Stany Zjednoczone | 10 | 3     | 1     | 6     | 24     | 42     | −18    | 7   |

Wyniki
| 21 kwietnia 1976 | Czechosłowacja | 5:1 | Stany Zjednoczone | Spodek, Katowice |

| Godzina: 17:00 | Nový 5:43 Hlinka 12:55 J. Novák 22:57 P. Šťastný 30:24 P. Šťastný 36:04 | (2:0, 3:1, 0:0) | 34:08 Nanne | Widzów: 10 tys. Sędzia główny: Harri Järvi Sędziowie liniowi: Martin Erhard |
| Godzina: 17:00 | 1 min                                                                   |                 | 3 min       | Widzów: 10 tys. Sędzia główny: Harri Järvi Sędziowie liniowi: Martin Erhard |

| 21 kwietnia 1976 | Szwecja | 4:3 | ZSRR | Spodek, Katowice |

| Godzina: 20:30 | Bond 14:17 Åhlberg 30:09 Jax 33:43 Labraaten 33:58 | (1:0, 3:1, 0:2) | 24:33 Jakuszew 56:14 Łuczenko 56:25 Szadrin | Widzów: 10 tys. Sędzia główny: Andre Lagasse Sędziowie liniowi: Wojciech Szczepek |
| Godzina: 20:30 | 8 min                                              |                 | 3 min                                       | Widzów: 10 tys. Sędzia główny: Andre Lagasse Sędziowie liniowi: Wojciech Szczepek |

| 23 kwietnia 1976 | Czechosłowacja | 5:3 | Szwecja | Spodek, Katowice |

| Godzina: 17:00 | Pouzar 6:50 B. Šťastný 7:12 Martinec 18:51 Pouzar 47:19 Holík 56:27 | (3:0, 0:2, 2:1) | 21:40 Waltin 37:10 R. Eriksson 57:55 Lundberg | Widzów: 10 tys. Sędzia główny: Andre Lagasse Sędziowie liniowi: Dan Guynn |
| Godzina: 17:00 | 2 min                                                               |                 | 3 min                                         | Widzów: 10 tys. Sędzia główny: Andre Lagasse Sędziowie liniowi: Dan Guynn |

| 23 kwietnia 1976 | ZSRR | 7:1 | Stany Zjednoczone | Spodek, Katowice |

| Godzina: 20:30 | A. Golikow 12:55 W. Golikow 26:53 Jakuszew 28:15 A. Golikov 38:12 Lapkin 49:20 Szadrin 51:50 Wasiljew 53:40 | (1:1, 3:0, 3:0) | 15:29 Jensen | Widzów: 6 tys. Sędzia główny: Stig Karlsson Sędziowie liniowi: Aleksander Zagórski |
| Godzina: 20:30 | 1 min |                 | 4 min        | Widzów: 6 tys. Sędzia główny: Stig Karlsson Sędziowie liniowi: Aleksander Zagórski |

| 25 kwietnia 1976 | Szwecja | 7:3 | Stany Zjednoczone | Spodek, Katowice |

| Godzina: 13:00 | R. Eriksson 9:14 Lundberg 17:16 Söderström 18:54 Lundberg 31:51 Åhlberg 36:45 R. Eriksson 38:18 L.-E. Ericsson 49:54 | (3:1, 3:2, 1:0) | 5:21 Antonovich 33:03 Younghans 36:12 Warner | Widzów: 10 tys. Sędzia główny: Andre Lagasse Sędziowie liniowi: Ivo Filip |
| Godzina: 13:00 | 4 min |                 | 9 min                                        | Widzów: 10 tys. Sędzia główny: Andre Lagasse Sędziowie liniowi: Ivo Filip |

| 25 kwietnia 1976 | Czechosłowacja | 3:3 | ZSRR | Spodek, Katowice |

| Godzina: 16:30 | Hlinka 9:00 Martinec 36:07 J. Novák 46:38 | (1:3, 1:0, 1:0) | 7:28 Michajłow 13:00 A. Golikow 17:49 Wasiljew | Widzów: 10 tys. Sędzia główny: Stig Karlsson Sędziowie liniowi: Wojciech Szczepek |
| Godzina: 16:30 | 2 min                                     |                 | 1 min                                          | Widzów: 10 tys. Sędzia główny: Stig Karlsson Sędziowie liniowi: Wojciech Szczepek |

### Runda o utrzymanie
| Lp. | Drużyna   | M  | Mecze | Mecze | Mecze | Bramki | Bramki | Bramki | Pkt |
| Lp. | Drużyna   | M  | W     | R     | P     | +      | -      | +/-    | Pkt |
| --- | --------- | -- | ----- | ----- | ----- | ------ | ------ | ------ | --- |
| 5   | Finlandia | 10 | 2     | 4     | 4     | 35     | 41     | −6     | 8   |
| 6   | RFN       | 10 | 3     | 2     | 5     | 26     | 41     | −15    | 8   |
| 7   | Polska    | 10 | 3     | 2     | 5     | 32     | 47     | −15    | 8   |
| 8   | NRD       | 10 | 2     | 1     | 7     | 19     | 52     | −33    | 5   |

      = Spadek do Grupy B
Wyniki
| 20 kwietnia 1976 | Polska | 5:4 | NRD | Spodek, Katowice |

| Godzina: 17:00 | Chowaniec 37:02 Ziętara 43:51 Zabawa 49:15 Ziętara 53:43 Jaskierski 58:05 | (0:1, 1:2, 4:1) | 3:37 Patschinski 26:05 R. Peters 36:33 Thomas 59:54 Braun | Sędzia główny: Wiktor Dombrowski Sędziowie liniowi: Ivo Filip |
| Godzina: 17:00 | 1 min                                                                     |                 | 5 min                                                     | Sędzia główny: Wiktor Dombrowski Sędziowie liniowi: Ivo Filip |

| 20 kwietnia 1976 | Finlandia | 4:4 | RFN | Spodek, Katowice |

| Godzina: 20:30 | Rinne 5:17 Koskinen 12:42 Flinck 22:35 Leppä 41:04 | (2:1, 1:1, 1:2) | 1:25 Vacatko 23:05 Philipp 51:12 Funk 59:32 Philipp | Sędzia główny: Stig Karlsson Sędziowie liniowi: Dan Guynn |
| Godzina: 20:30 | 5 min                                              |                 | 8 min                                               | Sędzia główny: Stig Karlsson Sędziowie liniowi: Dan Guynn |

| 22 kwietnia 1976 | Finlandia | 5:5 | Polska | Spodek, Katowice |

| Godzina: 17:00 | Hagman 4:44 Koskinen 26:04 Murto 39:24 Makkonen 53:26 Makkonen 57:53 | (1:2, 2:1, 2:2) | 5:34 Kokoszka 18:57 Ziętara 21:02 Jaskierski 43:24 Kokoszka 59:37 Kokoszka | Widzów: 10 tys. Sędzia główny: Andre Lagasse Sędziowie liniowi: Dan Guynn |
| Godzina: 17:00 | 3 min                                                                |                 | 5 min                                                                      | Widzów: 10 tys. Sędzia główny: Andre Lagasse Sędziowie liniowi: Dan Guynn |

| 22 kwietnia 1976 | RFN | 1:1 | NRD | Spodek, Katowice |

| Godzina: 20:30 | Funk 25:12 | (0:1, 1:0, 0:0) | 17:56 Patschinski | Widzów: 6 tys. Sędzia główny: Wiktor Dombrowskij Sędziowie liniowi: Werner Weidmann |
| Godzina: 20:30 | 3 min      |                 | 5 min             | Widzów: 6 tys. Sędzia główny: Wiktor Dombrowskij Sędziowie liniowi: Werner Weidmann |

| 24 kwietnia 1976 | Finlandia | 9:3 | NRD | Spodek, Katowice |

| Godzina: 17:00 | Koskinen 8:05 Saari 13:58 Koskinen 14:21 Koskinen 24:48 Hagman 30:53 Levo 33:35 Kapanen 39:57 Saari 43:28 Makkonen 48:46 | (3:2, 4:1, 2:0) | 10:21 Slapke 18:51 Thomas 29:00 Bielas | Sędzia główny: Andre Lagasse Sędziowie liniowi: Stig Karlsson |
| Godzina: 17:00 | 2 min |                 | 5 min                                  | Sędzia główny: Andre Lagasse Sędziowie liniowi: Stig Karlsson |

| 24 kwietnia 1976 | Polska | 1:2 | RFN | Spodek, Katowice |

| Godzina: 20:30 | L. Kokoszka 35:39 | (1:0, 0:1, 1:0) | 15:45 W. Köberle 59:39 R. Philipp | Sędzia główny: Wiktor Dombrowskij Sędziowie liniowi: Werner Weidmann |
| Godzina: 20:30 | 3 min             |                 | 5 min                             | Sędzia główny: Wiktor Dombrowskij Sędziowie liniowi: Werner Weidmann |

## Grupa B
Turniej trwał od 18 do 27 marca 1976 roku w Aarau i Biel.
| Lp. | Drużyna    | M | Mecze | Mecze | Mecze | Bramki | Bramki | Bramki | Pkt |
| Lp. | Drużyna    | M | W     | R     | P     | +      | -      | +/-    | Pkt |
| --- | ---------- | - | ----- | ----- | ----- | ------ | ------ | ------ | --- |
| 1.  | Rumunia    | 7 | 5     | 1     | 1     | 40     | 23     | +17    | 11  |
| 2.  | Japonia    | 7 | 5     | 0     | 2     | 34     | 17     | +17    | 10  |
| 3.  | Norwegia   | 7 | 4     | 0     | 3     | 29     | 21     | +8     | 8   |
| 4.  | Szwajcaria | 7 | 4     | 0     | 3     | 25     | 28     | −3     | 8   |
| 5.  | Jugosławia | 7 | 4     | 0     | 3     | 37     | 26     | +11    | 8   |
| 6.  | Holandia   | 7 | 3     | 0     | 4     | 22     | 30     | −8     | 6   |
| 7.  | Włochy     | 7 | 2     | 1     | 4     | 23     | 41     | −18    | 5   |
| 8.  | Bułgaria   | 7 | 0     | 0     | 7     | 23     | 47     | −24    | 0   |

      = Awans do Grupy A
      = Spadek do Grupy C
Wyniki
| 18 marca 1976 | Holandia | 4:3 | Norwegia | Aarau |

|  |  | (1:3, 1:0, 2:0) |

| 18 marca 1976 | Szwajcaria | 5:1 | Bułgaria | Aarau |

|  |  | (3:0, 1:0, 1:1) |

| 18 marca 1976 | Włochy | 2:8 | Jugosławia | Biel |

|  |  | (2:4, 0:1, 0:3) |

| 18 marca 1976 | Rumunia | 7:5 | Japonia | Biel |

|  |  | (1:3, 2:2, 4:0) |

| 19 marca 1976 | Włochy | 8:3 | Bułgaria | Aarau |

|  |  | (2:1, 1:2, 5:0) |

| 19 marca 1976 | Szwajcaria | 5:4 | Jugosławia | Biel |

|  |  | (2:1, 2:0, 1:3) |

| 20 marca 1976 | Japonia | 4:0 | Holandia | Aarau |

|  |  | (1:0, 1:0, 2:0) |

| 20 marca 1976 | Rumunia | 2:1 | Norwegia | Biel |

|  |  | (0:0, 1:1, 1:0) |

| 21 marca 1976 | Jugosławia | 5:2 | Rumunia | Aarau |

|  |  | (3:1, 1:0, 1:1) |

| 21 marca 1976 | Szwajcaria | 5:1 | Holandia | Aarau |

|  |  | (3:0, 1:0, 1:1) |

| 21 marca 1976 | Włochy | 4:2 | Norwegia | Biel |

|  |  | (0:1, 3:1, 1:0) |

| 21 marca 1976 | Bułgaria | 3:4 | Japonia | Biel |

|  |  | (2:0, 0:1, 1:3) |

| 22 marca 1976 | Jugosławia | 9:7 | Bułgaria | Aarau |

|  |  | (4:1, 0:5, 5:1) |

| 22 marca 1976 | Szwajcaria | 4:1 | Włochy | Biel |

|  |  | (2:0, 1:0, 1:1) |

| 23 marca 1976 | Rumunia | 8:1 | Holandia | Aarau |

|  |  | (3:0, 1:1, 4:0) |

| 23 marca 1976 | Norwegia | 3:2 | Norwegia | Biel |

|  |  | (1:2, 2:0, 0:0) |

| 24 marca 1976 | Rumunia | 5:5 | Włochy | Aarau |

|  |  | (2:1, 1:1, 2:3) |

| 24 marca 1976 | Japonia | 3:2 | Jugosławia | Aarau |

|  |  | (1:0, 1:1, 1:1) |

| 24 marca 1976 | Holandia | 5:3 | Bułgaria | Biel |

|  |  | (0:0, 2:2, 3:1) |

| 24 marca 1976 | Szwajcaria | 3:7 | Norwegia | Biel |

|  |  | (1:1, 2:2, 0:4) |

| 26 marca 1976 | Japonia | 10:0 | Włochy | Aarau |

|  |  | (1:0, 5:0, 4:0) |

| 26 marca 1976 | Norwegia | 7:2 | Bułgaria | Aarau |

|  |  | (4:2, 3:0, 0:0) |

| 26 marca 1976 | Holandia | 1:5 | Jugosławia | Biel |

|  |  | (1:2, 0:0, 0:0) |

| 26 marca 1976 | Szwajcaria | 2:7 | Rumunia | Biel |

|  |  | (0:4, 0:3, 2:0) |

| 27 marca 1976 | Norwegia | 6:4 | Jugosławia | Aarau |

|  |  | (3:0, 1:2, 2:2) |

| 27 marca 1976 | Szwajcaria | 2:6 | Japonia | Aarau |

|  |  | (0:2, 1:2, 1:2) |

| 27 marca 1976 | Rumunia | 9:4 | Bułgaria | Biel |

|  |  | (3:0, 3:1, 3:3) |

| 27 marca 1976 | Holandia | 9:3 | Włochy | Biel |

|  |  | (3:0, 2:0, 4:3) |

## Grupa C
Turniej trwał od 8 do 13 marca 1976 roku w Gdańsku.
| Lp. | Drużyna         | M | Mecze | Mecze | Mecze | Bramki | Bramki | Bramki | Pkt |
| Lp. | Drużyna         | M | W     | R     | P     | +      | -      | +/-    | Pkt |
| --- | --------------- | - | ----- | ----- | ----- | ------ | ------ | ------ | --- |
| 1.  | Austria         | 4 | 4     | 0     | 0     | 38     | 9      | +29    | 8   |
| 2.  | Węgry           | 4 | 3     | 0     | 1     | 30     | 9      | +21    | 6   |
| 3.  | Francja         | 4 | 2     | 0     | 2     | 14     | 18     | −4     | 4   |
| 4.  | Dania           | 4 | 1     | 0     | 3     | 16     | 24     | −8     | 2   |
| 5.  | Wielka Brytania | 4 | 0     | 0     | 4     | 6      | 44     | −38    | 0   |

      = Awans do Grupy B
Wyniki
| 8 marca 1976 | Austria | 4:3 | Dania | Gdańsk |

|  |  | (3:0, 1:0, 0:3) |

| 8 marca 1976 | Węgry | 11:0 | Wielka Brytania | Gdańsk |

|  |  | (2:0, 4:0, 5:0) |

| 9 marca 1976 | Wielka Brytania | 2:21 | Austria | Gdańsk |

|  |  | (1:7, 0:7, 1:7) |

| 9 marca 1976 | Węgry | 6:1 | Francja | Gdańsk |

|  |  | (2:0, 2:0, 2:1) |

| 10 marca 1976 | Francja | 7:4 | Dania | Gdańsk |

|  |  | (3:1, 1:2, 3:1) |

| 11 marca 1976 | Dania | 7:3 | Wielka Brytania | Gdańsk |

|  |  | (1:2, 2:0, 4:1) |

| 11 marca 1976 | Austria | 6:3 | Węgry | Gdańsk |

|  |  | (3:2, 1:0, 2:1) |

| 12 marca 1976 | Francja | 5:1 | Wielka Brytania | Gdańsk |

|  |  | (2:0, 2:0, 1:1) |

| 13 marca 1976 | Węgry | 10:2 | Dania | Gdańsk |

|  |  | (2:0, 2:1, 6:1) |

| 13 marca 1976 | Austria | 7:1 | Francja | Gdańsk |

|  |  | (0:1, 2:0, 5:0) |

## Klasyfikacja końcowa
| Lp. | Reprezentacja     |
| --- | ----------------- |
|     | Czechosłowacja    |
|     | ZSRR              |
|     | Szwecja           |
| 4   | Stany Zjednoczone |
| 5   | Finlandia         |
| 6   | RFN               |
| 7   | Polska            |
| 8   | NRD               |

## Klasyfikacja Mistrzostw Europy
| Lp. | Reprezentacja  |
| --- | -------------- |
|     | Czechosłowacja |
|     | Szwecja        |
|     | ZSRR           |
| 4   | RFN            |
| 5   | Polska         |
| 5   | Finlandia      |
| 7   | NRD            |

## Statystyki indywidualne
| Lp. | Zawodnik          | Bramki | Asysty | Punkty |
| --- | ----------------- | ------ | ------ | ------ |
| 1.  | Vladimír Martinec | 9      | 11     | 20     |
| 2.  | Jiří Novák        | 9      | 7      | 16     |
| 3.  | Milan Nový        | 9      | 6      | 15     |
| 4.  | Roland Eriksson   | 8      | 7      | 15     |
| 5.  | Ivan Hlinka       | 7      | 8      | 15     |
| 6.  | Walerij Charłamow | 4      | 10     | 14     |
| 7.  | Boris Michajłow   | 7      | 6      | 13     |
| 8.  | Peter Šťastný     | 8      | 4      | 12     |
| 9.  | Jiří Holík        | 7      | 5      | 12     |
| 10. | Tapio Koskinen    | 7      | 4      | 11     |

W polskim zespole najskuteczniejszy w klasyfikacji kanadyjskiej był Mieczysław Jaskierski (9 pkt. za 5 goli i 4 asyst), natomiast jako strzelec pierwszy był Wiesław Jobczyk (6 goli).

## Wyróżnienia indywidualne
- Najlepsi zawodnicy wybrani przez dyrektoriat turnieju:
  - Najlepszy bramkarz:  Jiří Holeček
  - Najlepszy obrońca:  František Pospíšil
  - Najlepszy napastnik:  Vladimír Martinec

Według innego źródła dyrektoriat LIHG dokonał wyboru, wedle którego najlepszymi zawodnikami na turnieju zostali Jiří Holeček, Mats Waltin i Walerij Charłamow.
- Skład Gwiazd wybrany w głosowaniu dziennikarzy:
  - Bramkarz:  Jiří Holeček
  - Obrońcy:  František Pospíšil,  Mats Waltin
  - Napastnicy:  Walerij Charłamow,  Vladimír Martinec,  Milan Nový